# あま市立美和東小学校
あま市立美和東小学校（あましりつ みわひがししょうがっこう）は、愛知県あま市にある公立小学校。

## 概要
旧・海部郡美和町の小学校である。

## 沿革
- 1985年（昭和60年）4月 - 美和町立美和小学校から分離し、美和町立東小学校として開校する。
- 2010年（平成22年）3月22日 - 七宝町、美和町、甚目寺町が合併し、あま市が発足。同時にあま市立美和東小学校に改称する。

## 通学区域
- 花正（金岩越の一部）
- 木折（全域）
- 金岩（全域）
- 木田（高端（名鉄津島線以南）、道下（名鉄津島線以南）、東明（名鉄津島線以南の一部）、東新赤坪（一部）、八反田（一部）、飛江ノ見（一部）、加瀬、川東加瀬、東阿弥陀、西新五領、東新五領、五反田（一部）、池成、三町懸）
- 篠田（新割（一部）、鳥羽見、居島（一部）、生膾田（一部）、西鳥、沢口、北長無（一部）、南長無（一部）、森後、棚田、長谷川、長直シ、木折前、面徳、巴塚、坪枕、猿田、江下島、池田、七ノ坪、山吹、一ツ蓮、蓮島、遠原、綾瀬、東六、西六、藤坂、八反田、高保田、坂島、苅萱島、西塚、北塚、鹿尻、尼ヶ崎、尻無、東森、猩々、遠坪、五ッ藤、猿塚、立切先、遠山、提添、五反田、鹿造、藤東、森東、森南、塚田、水筒先（蟹江川以東の一部）[1] [2]。

## 進学先中学校
- あま市立美和中学校[1]

## 交通アクセス
- 名鉄津島線木田駅下車、徒歩約15分。
- 名鉄津島線七宝駅下車、徒歩約20分。
- あま市巡回バス北部巡回ルート「篠田長直し」バス停より徒歩約3分。

## 周辺施設
- 愛知県立美和高等学校
- あま市立七宝北中学校
- あま市立美和中学校
- あま市立篠田小学校